# 片平山公園 (枕崎市)
片平山公園（かたひらやまこうえん）は、鹿児島県枕崎市山手町にある公園。片平山公園周辺地域は観光レクレーション拠点となっており、園内の枕崎市文化資料センター南溟館（なんめいかん）を中心に芸術文化活動拠点にもなっている。

## 南溟館
枕崎市文化資料センター南溟館は1988年（昭和63年）に建設された。山口長男、海老原喜之助、吉井淳二など郷土ゆかりの作家を中心とする田代光雄が収集した「田代コレクション」の作品のほか、公募展「風の芸術展」や「枕崎国際芸術賞展」の入賞作品、郷土関係作家の作品を展示している。

## 枕崎神社
枕崎市文化資料センター南溟館に隣接しており、「枕崎」の地名の由来になっているとする伝説もある。『枕崎市誌』によると1604年（慶長9年、一説には1605年（慶長10年））に地元の豪商の四元六兵衛が小さな金仏を本尊とする祠を海岸近くに建立したという。伝説では箱枕に入った金仏が流れ着き、これを祀ったところ豊漁になったことが地名の「枕崎」の由来になったとの説がある。1872年（明治5年）までは「大将軍宮」と呼ばれていた。
高台にあるため幾度も台風被害に遭っており、終戦直後の台風で本殿が倒壊した後は長くコンクリート造の仮宮のままであった。1963年（昭和38年）には境内に市戦没者慰霊塔が建立された。
社殿造営奉賛会が結成され、2025年（令和7年）内の本殿再建工事の着工を目指している。